# 2004年至2005年香港足總盃
2004－2005年香港足總盃，又稱香雪制葯足總盃，是第 31 屆的香港足總盃。本屆由9支甲組球隊角逐，分初賽、八強賽、四強賽及決賽。第一場賽事於2005年4月28日進行，而決賽則於2005年5月22日，在香港大球場上演。